# Ostjärnen, Halland
Ostjärnen är en sjö i Mölndals kommun i Halland och ingår i Kungsbackaåns huvudavrinningsområde. Sjön är 7,5 meter djup, har en yta på 0,014 kvadratkilometer och befinner sig 75 meter över havet.